# Bazylukia sabanillensis
Bazylukia sabanillensis är en insektsart som beskrevs av Liana 1972. Bazylukia sabanillensis ingår i släktet Bazylukia och familjen Proscopiidae. Inga underarter finns listade i Catalogue of Life.